# Johan Wilhelm Dalman

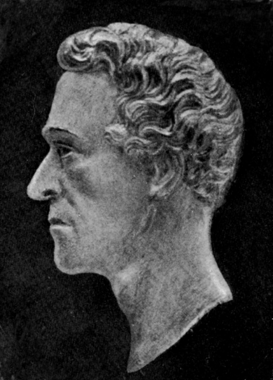
Johan Wilhelm Dalman

Johan Wilhelm Dalman (* 4. November 1787 auf Gut Hinseberg, Västmanland; † 12. Juli 1828) war ein schwedischer Arzt, Professor und Entomologe.

## Leben
Dalman erhielt seine Grundausbildung am Institut von Christiansfeld im Herzogtum Schleswig. 1803 schrieb er sich an der Universität in Lund ein und legte zwei Jahre später sein Jura-Examen ab, da er die Absicht hatte, eine Anstellung im schwedischen Bergskollegium zu erhalten. Genährt durch die Vorlesungen von Anders Jahan Retzius und Carl Fredrik Fallén sowie durch seine Bekanntschaft zum Entomologen Leonard Gyllenhaal kam Dalmans naturwissenschaftliches Interesse stärker zum Ausdruck. Er änderte die Studienrichtung und promovierte 1817 zum Doktor der Medizin in Uppsala. Im Jahr darauf wurde er Bibliothekar und Intendant an der Königlich Schwedischen Akademie der Wissenschaften. 1819 begann er als Dozent am Karolinska-Institut in Stockholm. Nachdem er 1821 in die Akademie der Wissenschaften aufgenommen worden war, erhielt er 1824 den Professorentitel. Im Jahr 1821 wurde er auch zum Mitglied der Gelehrtenakademie Leopoldina gewählt. Kurz vor seinem Tod übernahm er die Betreuung von Professuren in den Bereichen Botanik und Naturgeschichte an seinem Institut.
Dalman wird durch eine große Anzahl wissenschaftlicher Namen für Organismen geehrt, vorwiegend für Fossilien, wie die Gattung Dalmanites der Trilobiten Ordnung Phacopida. Er befasste sich mit der Klassifikation von Trilobiten und schrieb eine Abhandlung über Trilobiten (Om Palaeaderna, eller de så kallade Trilobiterna, 1827), die er aber Palaederna nannte, obwohl sich der Name Trilobiten zu seiner Zeit bei anderen Wissenschaftlern schon durchgesetzt hatte.

## Ausgewählte Werke
- Analecta entomologica (1823)
- Ephemerides entomologicæ (1824)
- Om palæaderna eller de så kallade trilobiterna (1826, Erweiterung 1828)